# Uloborus furunculus
Uloborus furunculus är en spindelart som beskrevs av Simon 1906. Uloborus furunculus ingår i släktet Uloborus och familjen krusnätsspindlar. Inga underarter finns listade i Catalogue of Life.